# Puccinellia groenlandica
Puccinellia groenlandica là một loài thực vật có hoa trong họ Hòa thảo. Loài này được T.J.Sørensen miêu tả khoa học đầu tiên năm 1953.